# Stefano Scognamillo
Stefano Scognamillo (San Pietroburgo, 4 maggio 1994) è un calciatore italiano con cittadinanza russa, difensore del Benevento.

## Biografia
Nato a San Pietroburgo, sua madre è russa mentre suo padre è italiano.

## Caratteristiche tecniche
Di piede destro, può giocare sia da terzino che da difensore centrale, oltreché da centrocampista.

## Carriera
Cresciuto nei settori giovanili di Milan e Ascoli, dopo aver disputato una stagione da titolare con i bianconeri a soli 19 anni, l'11 maggio 2014 firma il primo contratto professionistico con i marchigiani, valido fino al 2016, passando poi in prestito all'Aversa Normanna.  Il 13 luglio 2015 viene acquistato dal Matera, con cui firma un biennale; il 20 giugno 2017 prolunga con i lucani fino al 2019. Dopo essere stato tesserato dal Parma, l'11 agosto 2018 passa a titolo temporaneo al Trapani, con cui ottiene la promozione in Serie B dopo i play-off; il 29 luglio 2019 si lega a titolo definitivo con i siciliani, firmando un biennale.
Il 9 settembre 2020 si trasferisce all'Alessandria, con cui si lega fino al 2022; il 15 gennaio 2021 si trasferisce in prestito al Catanzaro, che lo acquista a titolo definitivo il 3 agosto.
Dopo quattro stagioni viene ceduto, il 17 luglio 2025 al Benevento, firmando un contratto valido fino al 2028.

## Statistiche

### Presenze e reti nei club
Statistiche aggiornate al 25 maggio 2025.
| Stagione         | Squadra          | Campionato       | Campionato | Campionato | Coppe nazionali | Coppe nazionali | Coppe nazionali | Coppe continentali | Coppe continentali | Coppe continentali | Altre coppe | Altre coppe | Altre coppe | Totale | Totale |
| Stagione         | Squadra          | Comp             | Pres       | Reti       | Comp            | Pres            | Reti            | Comp               | Pres               | Reti               | Comp        | Pres        | Reti        | Pres   | Reti   |
| ---------------- | ---------------- | ---------------- | ---------- | ---------- | --------------- | --------------- | --------------- | ------------------ | ------------------ | ------------------ | ----------- | ----------- | ----------- | ------ | ------ |
| 2013-2014        | Ascoli           | 1D               | 24         | 0          | CI+CI-LP        | 1+2             | 0               | -                  | -                  | -                  | -           | -           | -           | 27     | 0      |
| ago. 2014        | Ascoli           | LP               | -          | -          | CI+CI-LP        | 0+1             | 0               | -                  | -                  | -                  | -           | -           | -           | 1      | 0      |
| Totale Ascoli    | Totale Ascoli    | Totale Ascoli    | 24         | 0          |                 | 4               | 0               |                    | -                  | -                  |             | -           | -           | 28     | 0      |
| ago. 2014-2015   | Aversa Normanna  | LP               | 22+1       | 0          | CI-LP           | -               | -               | -                  | -                  | -                  | -           | -           | -           | 23     | 0      |
| 2015-2016        | Matera           | LP               | 1          | 0          | CI+CI-LP        | 1+1             | 0               | -                  | -                  | -                  | -           | -           | -           | 3      | 0      |
| 2016-2017        | Matera           | LP               | 10         | 0          | CI+CI-LP        | 0+3             | 0               | -                  | -                  | -                  | -           | -           | -           | 13     | 0      |
| 2017-2018        | Matera           | C                | 27         | 1          | CI+CI-C         | 2+2             | 0               | -                  | -                  | -                  | -           | -           | -           | 31     | 1      |
| Totale Matera    | Totale Matera    | Totale Matera    | 38         | 1          |                 | 9               | 0               |                    | -                  | -                  |             | -           | -           | 47     | 1      |
| 2018-2019        | Trapani          | C                | 15+3       | 2          | CI+CI-C         | 0+3             | 0               | -                  | -                  | -                  | -           | -           | -           | 21     | 2      |
| 2019-2020        | Trapani          | B                | 28         | 0          | CI              | 1               | 0               | -                  | -                  | -                  | -           | -           | -           | 29     | 0      |
| Totale Trapani   | Totale Trapani   | Totale Trapani   | 43+3       | 2          |                 | 4               | 0               |                    | -                  | -                  |             | -           | -           | 50     | 2      |
| 2020-gen. 2021   | Alessandria      | C                | 13         | 0          | CI              | 2               | 0               | -                  | -                  | -                  | -           | -           | -           | 15     | 0      |
| gen.-giu. 2021   | Catanzaro        | C                | 15+2       | 0          | CI              | -               | -               | -                  | -                  | -                  | -           | -           | -           | 17     | 0      |
| 2021-2022        | Catanzaro        | C                | 32+3       | 2          | CI+CI-C         | 2+1             | 0               | -                  | -                  | -                  | -           | -           | -           | 38     | 2      |
| 2022-2023        | Catanzaro        | C                | 34         | 3          | CI+CI-C         | 1+0             | 0               | -                  | -                  | -                  | SC-C        | 2           | 0           | 37     | 3      |
| 2023-2024        | Catanzaro        | B                | 34+3       | 0          | CI              | 2               | 0               | -                  | -                  | -                  | -           | -           | -           | 39     | 0      |
| 2024-2025        | Catanzaro        | B                | 34+3       | 1          | CI              | 1               | 0               | -                  | -                  | -                  | -           | -           | -           | 38     | 1      |
| Totale Catanzaro | Totale Catanzaro | Totale Catanzaro | 149+11     | 6          |                 | 7               | 0               |                    | -                  | -                  |             | 2           | 0           | 169    | 6      |
| Totale carriera  | Totale carriera  | Totale carriera  | 289+15     | 9          |                 | 26              | 0               |                    | -                  | -                  |             | 2           | 0           | 332    | 9      |

## Palmarès

### Club

#### Competizioni nazionali
- Serie C: 1

Catanzaro: 2022-2023 (girone C)
- Supercoppa Serie C: 1

Catanzaro: 2023